# Знамеровский, Пётр Людвигович
Пётр Людвигович Знамеровский (14 [26] марта 1872, Санкт-Петербург — 9 октября 1918, Пермь) — полковник штаба Отдельного корпуса жандармов.

## Биография
В 1894 году окончил по первому разряду Тверское кавалерийское училище с производством в эстандарт-юнкеры, служил в 27-м драгунском Киевском Его Королевского Высочества Принца Валлийского полку (Васильков, Киевская губерния). В последующем произведён в поручики (1.9.1897), штабс-ротмистры (6.12.1899), ротмистры (6.12.1900).
6 апреля 1906 произведён в подполковники. Служил начальником Двинско-Витебского отделения Смоленского жандармского полицейского управления железных дорог, с 1907 — начальником Гатчинского отделения жандармского управления Северо-западных железных дорог. С 1915 — уполномоченный министра путей сообщения по расследованию злоупотреблений по перевозке. В апреле 1917 года был направлен на фронт; вскоре по болезни был отпущен, вернулся в Гатчину.

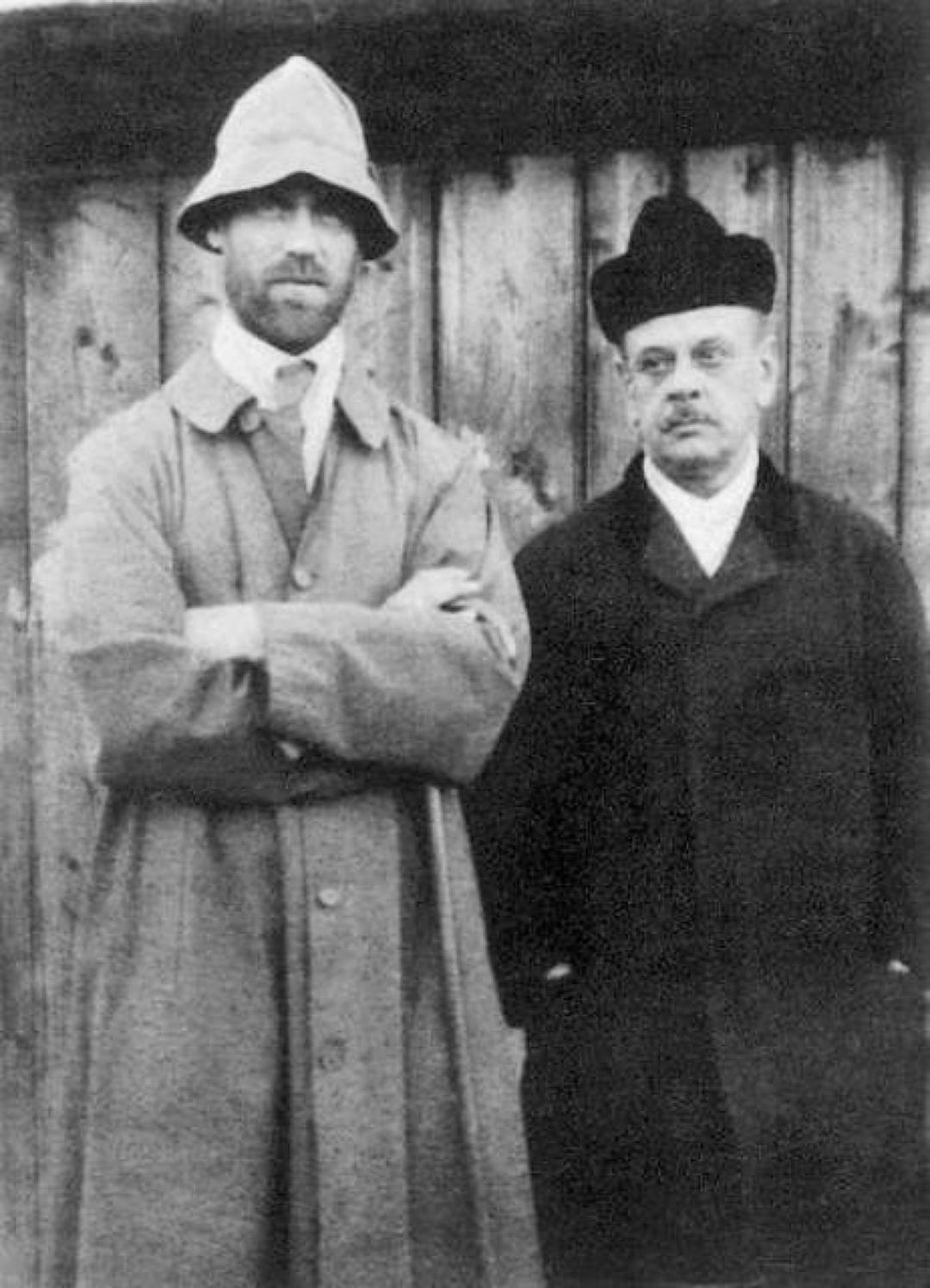
Михаил Александрович (слева) и П. Л. Знамеровский

7 марта 1918 года был арестован Гатчинским Совдепом вместе с великим князем Михаилом Александровичем и другими высокопоставленными лицами, проживавшими в Гатчине, и доставлен в Петроград в Комитет революционной обороны. 9 марта 1918 года вышло постановление Совета народных комиссаров:

Бывшего великого князя Михаила Александровича Романова, его секретаря Николая Николаевича Джонсона, делопроизводителя Гатчинского дворца Александра Михайловича Власова и бывшего начальника Гатчинского железнодорожного жандармского управления Петра Людвиговича Знамеровского выслать в Пермскую губернию впредь до особого распоряжения. Местожительства в пределах Пермской губернии определяется Советом рабочих, солдатских и крестьянских депутатов, причем Джонсон должен быть поселен не в одном городе с бывшим великим князем Михаилом Романовым.
Председатель Совета Народных Комиссаров В. Ульянов (Ленин)
.
17 марта ссыльные под конвоем был доставлены в Пермь и помещены под арест в камеры одиночного заключения тюремной больницы. В конце марта после телеграфного подтверждения права ссыльных пребывать на свободе им было разрешено проживание на квартирах. П. Л. Знамеровский с женой поселился в доме № 8 по улице Кунгурской; часто посещал великого князя Михаила Александровича, жившего в гостинице «Эрмитаж», а затем в гостинице «Королёвские номера». В мае 1918 супруга П. Л. Знамеровского ездила в Гатчину за сыном и вернулась в Пермь 5 июня 1918 вместе с ним, а также с Александром, братом П. Л. Знамеровского, и своей подругой Серафимой Семёновной Лебедевой.
13 июня 1918, в день после убийства великого князя Михаила Александровича и его личного секретаря Н. Н. Джонсона, П. Л. Знамеровский, не знавший причин исчезновения великого князя, отправил в Гатчину Н. С. Брасовой, супруге Михаила Александровича, телеграмму: «Наш общий друг и Джонни уехали. Назначение неизвестно». В тот же день Пермской ЧК по подозрению в организации побега Михаила Александровича были арестованы П. Л. Знамеровский, а также В. Ф. Челышев (камердинер великого князя), П. Я. Борунов (шофёр великого князя) и И. Н. Сапожников (управляющий гостиницей «Королёвские номера»).
14 июня 1918 в качестве заложников были арестованы В. М. Знамеровская с сыном (позднее его удалось передать А. Л. Знамеровскому) и С. С. Лебедева. П. Л. Знамеровский, В. М. Знамеровская и С. С. Лебедева вместе с другими заложниками были расстреляны 9 октября 1918 года по постановлению Пермской губЧК. В деле Знамеровского было записано: «убит во время прогулки по тюремному двору при невыясненных обстоятельствах».

### Семья
Отец — Людвиг Викентьевич Знамеровский (? — не позднее 1905), статский советник, помощник начальника Дворцовой полиции.
Мать — Агриппина (Аграфена) Иоакимовна (урожд. Колударова; 1849 — не ранее 1912).
Братья:
- Александр (1875—1941) — коллежский регистратор, служащий Государственного банка в Санкт-Петербурге; жил в Ленинграде (наб. р. Фонтанки, 20, кв. 14), умер в блокаду[3].
- Сергей (1878 — ?) — инженер Министерства путей сообщения[3].

Сестра — София (1879 — ?), замужем за ротмистром Сергеем Михайловичем Кобызевым, сыном петербургского купца Михаила Никитича Кобызева. Проживала в Актюбинской области Казахстана. В 1938 году была арестована по ст. 58-10 на 5 лет ИТЛ, освобождена по решению суда в 1939 году.
Жена (с 1908 или 1909) — Вера Михайловна (1886 — 9.10.1918, расстреляна);
- сын (1912/1913 — ?)[3].

## Награды
- орден Св. Станислава 3-й степени (1905)
- орден Св. Анны 3-й степени (1909)[4].

## Адреса
- Павловск, Бульварная улица, дом 1 — жил в 1897 году с братом Александром.
- Гатчина, Екатериновердерский проспект, 10 — с 1907.
- Гатчина, Люцевская улица, дом 25 — с 1912.
- Гатчина, дом Томасова (угол Георгиевской, 10 и Ольгинской, 6) — с 1913.
- Пермь, Кунгурская улица, дом 8, квартира 1 — в 1918[3].

## Реабилитация
В рамках уголовного дела № 18/123666-93 «О выяснении обстоятельств гибели членов Российского императорского дома и лиц из их окружения в период 1918—1919 годов», возбуждённого 19 августа 1993 года по указанию Генерального прокурора Российской Федерации, расследовались обстоятельства гибели бывшего великого князя Михаила Александровича Романова и лиц из его окружения.
В Постановлении о прекращении указанного уголовного дела старший прокурор-криминалист Генеральной прокуратуры Российской Федерации, старший советник юстиции В. Н. Соловьёв отметил, что:
- Пермской ЧК были сфальсифицированы материалы «о помощи в организации побега Романова М. А.»[5];
- П. Л. Знамеровский был взят в качестве заложника как «организатор и пособник побега» М. А. Романова без суда[5];
- в ходе следствия не установлено каких-либо правонарушений, нарушений уголовного и административного законодательства, предписаний местных органов власти, которые могли повлечь за собой применение к П. Л. Знамеровскому (а также и к другим расстрелянным) мер административного или уголовного воздействия[5];
- обвинение в организации побега, по которому было принято объявленное 9 октября 1918 года решение Пермской губчека о расстреле П. Л. Знамеровского (в числе 37 заложников), основывалось на сфальсифицированных материалах[12];
- П. Л. Знамеровский расстрелян незаконно[5].

В. Н. Соловьёв постановил решить в самостоятельных производствах вопросы реабилитации лиц, подвергшихся политическим репрессиям, как выходящие за рамки данного уголовного дела.